# Giroldo da Como
Giroldo di Jacopo da Como, o Giroldo di Iacopo da Lugano (Como, 1225 – 1295), è stato uno scultore e architetto italiano.

## Biografia

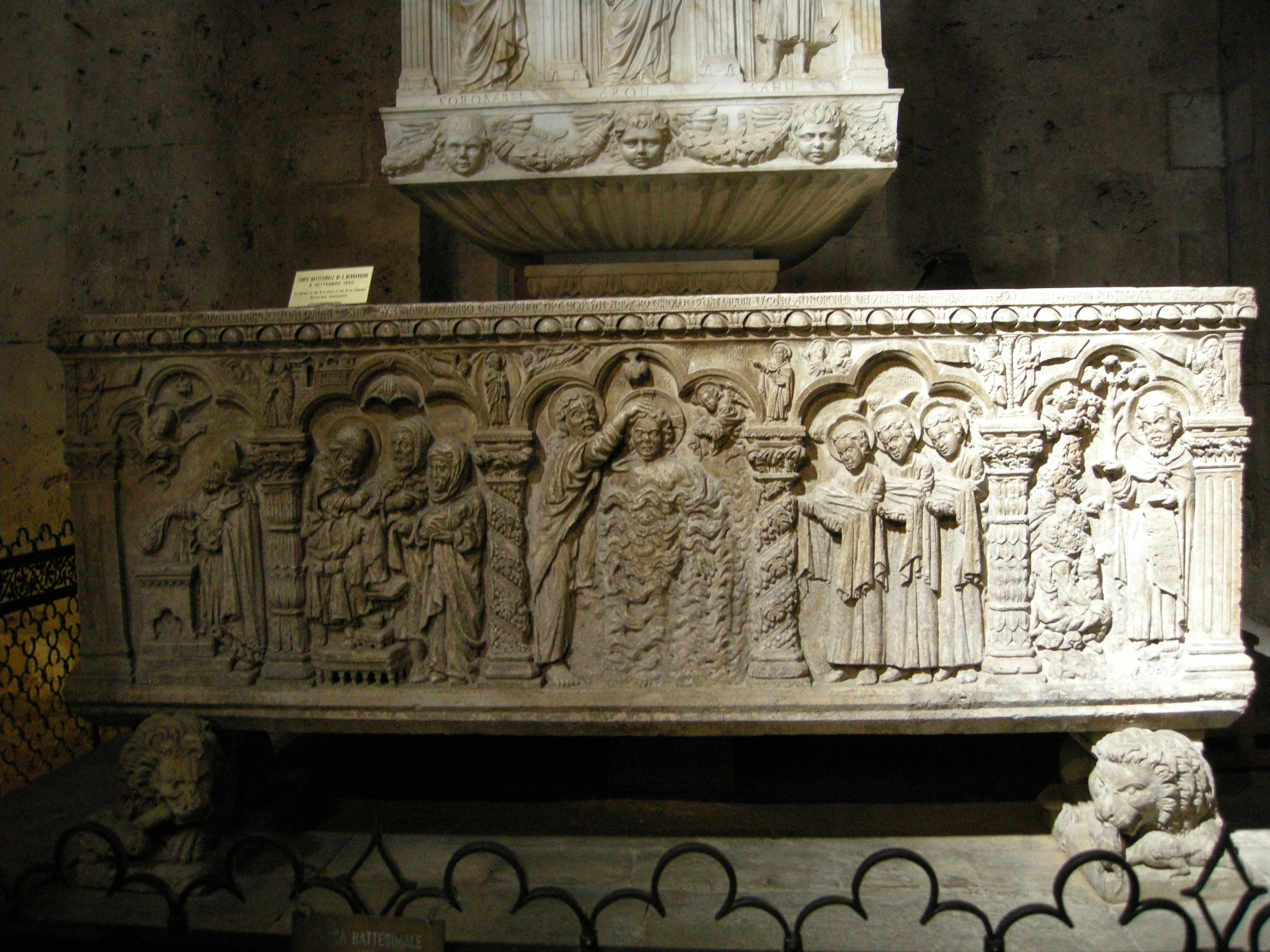
Vasca battesimale (1267), duomo di Massa Marittima

Pur essendo di origine lombarda, si formò e lavorò soprattutto in Toscana, dove sono conservate le sue uniche opere rintracciabili.
Giroldo appartenne alla moltitudine di artisti lombardi trasferitisi nel lucchese, nel Pisano, nel pistoiese, come ad esempio Guidetto e Guido da Como.
Le opere certe di Giroldo, in quanto firmate, sono tre: un bassorilievo raffigurante la Madonna in trono fra i santi Pietro e Paolo, a Montepiano, caratterizzato da accostamenti con Nicola Pisano, da un evidente naturalismo iconografico e da una sempre minore influenza del Bigarelli e dell'arte bizantina; il grande fonte battesimale nel duomo di Massa Marittima del 1267, con Storie della vita di Cristo, caratterizzato dalla ricchezza del racconto, dall'accuratezza degli elementi decorativi e dalla notevole varietà dei riferimenti iconografici; un bassorilievo rappresentante un'Annunciazione nel Museo diocesano di San Miniato del 1274.
Gli storici dell'arte non sono ancora sicuri sull'attribuzione a Giroldo del lavori architettonici della pieve di san Giovanni Battista a Montevoltraio, della facciata del battistero di Volterra e del portale della chiesa di San Michele, sempre a Volterra, anche se non mancano elementi caratteristici presenti nelle opere dell'architetto-scultore, quali la plasticità e l'iconografia.
I suoi gusti si rivelano lontani dall'ambiente artistico lombardo, invece sono accostabili alla scuola bizantina, alla scuola pisana precedente a Nicola Pisano e al gotico francese, come evidenziano le caratteristiche dei rilievi, dei gesti e della composizione.
Da sottolineare come Giroldo cercò di aggiornarsi continuamente e di oscillare tra la tradizione iconografica classica e quella a lui contemporanea, dimostrando di possedere un notevole eclettismo.
Il figlio di Giroldo, Lapo, proseguì le orme paterne, lavorando nei primi decenni del Trecento: di lui si ricorda un gruppo statuario, raffigurante un'Annunciazione (1320), già nel duomo di Carrara (Carrara, Accademia di belle arti).